# پرواز شماره ۷۱۷۰ کیش‌ایر
پرواز شماره ۷۱۷۰ کیش ایر در روز ۲۱ بهمن ۱۳۸۲ از فرودگاه بین‌المللی کیش به سمت فرودگاه بین‌المللی شارجه در پرواز بود که در حال فرود در مقصد به زمین اصابت نمود.
بنا بر گزارش ایکائو، علت این حادثه اشتباه خلبان بوده‌است.

## مسافران و خدمه پرواز
| تابعیت  | کشته‌شده | کشته‌شده | زنده‌مانده | مجموع |
| تابعیت  | مسافران | خدمه    | زنده‌مانده | مجموع |
| ------- | ------- | ------- | --------- | ----- |
| الجزایر | ۲       | ۰       | ۰         | ۲     |
| بنگلادش | ۱       | ۰       | ۰         | ۱     |
| کامرون  | ۱       | ۰       | ۰         | ۱     |
| مصر     | ۳       | ۰       | ۱         | ۴     |
| امارات  | ۱       | ۰       | ۰         | ۱     |
| فیلیپین | ۱       | ۰       | ۱         | ۲     |
| هند     | ۱۳      | ۰       | ۰         | ۱۳    |
| ایران   | ۱۱      | ۶       | ۱         | ۱۸    |
| نپال    | ۱       | ۰       | ۰         | ۱     |
| نیجریه  | ۱       | ۰       | ۰         | ۱     |
| سودان   | ۱       | ۰       | ۰         | ۱     |
| سوریه   | ۱       | ۰       | ۰         | ۱     |
| مجموع   | ۳۷      | ۶       | ۳         | ۴۶    |